# Franconville, Val-d'Oise
Franconville är en kommun i departementet Val-d'Oise i regionen Île-de-France i norra Frankrike. Kommunen ligger i kantonen Franconville som tillhör arrondissementet Pontoise. År 2022 hade Franconville 38 024 invånare.

## Befolkningsutveckling
Antalet invånare i kommunen Franconville
| Referens: INSEE |